# Croix du Grand-Veneur
La croix du Grand-Veneur est un monument cruciforme situé dans la forêt de Fontainebleau, en France. Elle a été un point de référence pour une ancienne garde administrative de la forêt.

## Situation et accès
Le monument est situé au centre du carrefour de la Croix-du-Grand-Veneur — intersection de la route Ronde, la route départementale 607 (avenue de Fontainebleau, au sud-est) ainsi que les routes forestières de Barbizon-à-Fontainebleau, des Accords et de la Reine —, au nord-ouest de la forêt de Fontainebleau et du territoire communal de Fontainebleau. Plus largement, il se trouve dans le département de Seine-et-Marne, en région Île-de-France.

## Histoire
La croix apparaît sous le nom du Grand-Veneur sur le plus ancien plan de la forêt, celui de Nicolas Picart daté de 1624. Sur le plan de Jean Boisseau, elle est indiquée, mais sans nom. Pierre Dan la cite « au milieu du chemin de Fontainebleau à Chailly »,. Elle aurait été rétablie en 1670 (sous le règne de Louis XIV) aux frais de François VI, duc de La Rochefoucauld. La croix est recontruite en 1827 en bois, puis de nouveau en 1846 en grès.

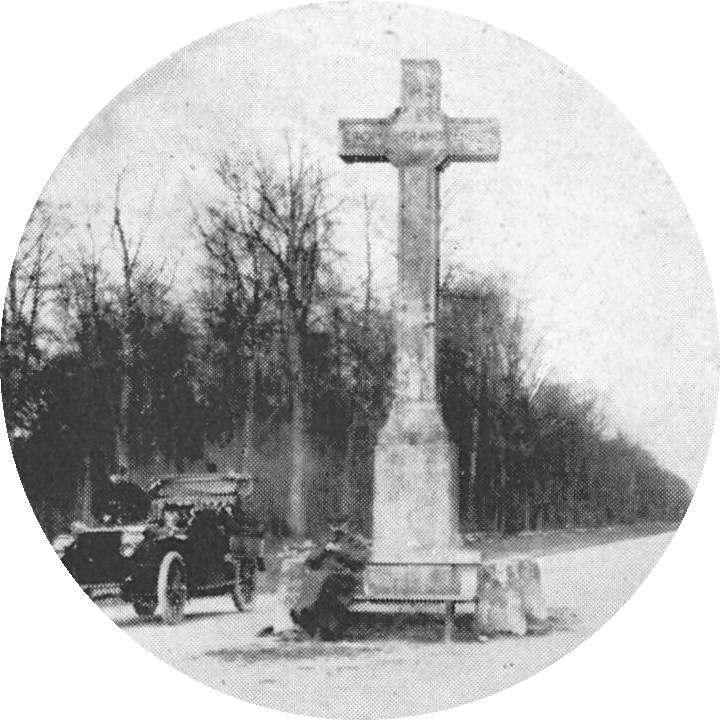
Croix au centre du carrefour, avec une automobile passant sur son côté et un homme assis sur le banc adjacent, photographiée en décembre 1905 lors de l'examen du circuit de Fontainebleau par la commission sportive de l'Automobile Club de France.

La croix est brisée le 3 juin 1919, semble-t-il à la suite de la négligence d'un cultivateur de Chailly-en-Bière qui amenait à Fontainebleau une voiture chargée de paille et qui, ne surveillant pas son attelage, l'a laissé passer trop près du monument. La croix gît alors sur le sol, le croisillon cassé en deux morceaux, seule la partie inférieure restant debout. L'intervention rapide de la compagnie d'assurance L'Urbaine permet au service forestier d'entreprendre les travaux de reconstruction à partir du mois d'août. La tâche est confiée à l'architecte Tailfer et l'entrepreneur Lesseteur et consiste en une copie en pierre de Château-Landon de l'ancien modèle, scellée par des gougeons. Le coût de l'opération s'élève à 2 368,28 francs. Elle est achevée dans la semaine du 27 octobre et on note que les fragments de l'ancienne croix restent alors encore visibles.
La croix est de nouveau renversée dans la nuit du 15 au 16 août 1926, par une automobile cette fois. Durant cette journée de dimanche, « assez dure et assez chaude », Raymond Le Bargy, employé aux ménageries Saint-Jacques (42 rue de la Tombe-Issoire, à Paris), se rend à Fontainebleau pour dîner avec des amis. En partant à sept dans une camionnette, il est vers 23 heures, lorsqu'arrivés pratiquement au terme de leur voyage, Le Bargy au volant du véhicule butte la croix qu'il n'a pas aperçue. La croix se renverse alors sur le véhicule et l'un des passagers, Marius Loison, est grièvement blessé avec une fracture au bras gauche, les autres étant plutôt épargnés. Le blessé est transporté à l'hôpital de Fontainebleau et est opéré par le docteur Philhardeau ; l'épouse de Loison, « légèrement contusionnée », est aussi admise à l'hôpital, mais n'y reste pas couchée. Décision est alors prise de réédifier la croix sur la route, ce qui fait élever des voix s'y opposant,. En attendant son rétablissement, ses débris sont déplacés sur les bas-côtés et pour éviter davantage d'accidents, le service forestier installe des bornes reliées par des cordes et encadrant les restes de la croix, avec une lanterne accrochée à une corde. Ce dispositif ne s'avère cependant pas suffisant, voire contre-productif : fin août, un chauffeur confond la lumière avec le feu arrière d'une automobile et dévie légèrement de sa route en se jetant dans les débris : le véhicule se voit sévèrement endommagé, mais les trois personnes à son bord s'en sortent sans grande blessure. Cette destruction de 1926 ouvre un débat au conseil général le 27 septembre et dans le corps des ponts et chaussées sur le maintien des croix au centre des carrefours,. Les Ponts et Chaussées rendent compte d'ailleurs de difficultés dans les démarches pour le redressement face à une compagnie d'assurance chargée des intérêts de ces touristes, se retranchant derrière des arguments jugés « inadmissibles » par le secrétaire de la Société des amis de la forêt de Fontainebleau.
Reconstruite finalement sur le bord du carrefour, elle est réinstallée en son centre avec surélévation dans le cadre de l'aménagement d'un carrefour giratoire en 2000.

## Administration
Dans l’administration forestière, la croix du Grand-Veneur, comme huit autres croix, est l’éponyme d’une ancienne « garde » territoriale : la VIe, qui s’étend sur 1 511 hectares 16 ares 87 centiares,. Elle comprend les 12 cantons suivants : la Tête à l'Âne, la Fosse à Rateau, la Vente des Charmes, la Tillaie, la Gorge aux Néfliers, le Puits au Géant, le Fourneau David, les Monts Girard, les Ventes Alexandre, Gorges et Platières d'Apremont, la Plaine du Clairbois, le Bas Bréau (2e).